# Eklavya: The Royal Guard
Eklavya: The Royal Guard é um filme de drama indiano de 2007 dirigido e escrito por Vidhu Vinod Chopra. Foi selecionado como representante da Índia à edição do Oscar 2008, organizada pela Academia de Artes e Ciências Cinematográficas.

## Elenco
- Amitabh Bachchan - Eklavya
- Sanjay Dutt - Inspector Pannalal Chohar
- Jackie Shroff - Rana Jyotiwardhan
- Saif Ali Khan - Prince Harshvardhan
- Vidya Balan - Rajjo
- Sharmila Tagore - Rani Suhasinidevi
- Boman Irani - Rana Jayvardhan
- Jimmy Shergill - Prince Udaywardhan